# Burkhard von Oltigen
Burkhard von Oltigen († 24. Dezember 1089 in Gleichen) war von 1056 bis 1089 Bischof von Lausanne. 

## Leben
Burkhard war der Sohn des Grafen Bucco von Oltingen. Er war verheiratet, was gegen die Regeln der Gregorianischen Reform verstiess. 
Im Investiturstreit zwischen Papst Gregor VII. und König Heinrich IV. gehörte er auf der Reichsversammlung, die im Januar 1076 in Worms stattfand, zu den Bischöfen, die Gregor VII. den Gehorsam aufkündigten. An der folgenden Reichsversammlung im Mai 1076, ebenfalls in Worms, auf der der Papst abgesetzt werden sollte, war er aber nicht mehr beteiligt. Er begleitete Heinrich IV. auf dessen Bussgang nach Canossa. Er bekämpfte den Gegenkönig Rudolf von Rheinfelden. Zum Schutz vor dessen Beutezügen errichtete er eine Mauer um Avenches. Für seine Verdienste verlieh ihm Heinrich IV. 1079 den Titel des Kanzlers von Italien. Er vertrieb den seinen Lebenswandel kritisierenden Prior von Payerne, Ulrich von Zell, und erzwang dessen Rückberufung nach Cluny. Burkhard wurde am Weihnachtstag des Jahres 1089 bei der Belagerung der Burg Gleichen von Soldaten des Markgrafen Ekbert II. getötet.